# Jonas (film 2018)
Jonas è un film per la televisione del 2018 diretto da Christophe Charrier.

## Trama
Il film è incentrato sulla vicenda di Jonas, un ragazzo gay di poco più di trent'anni che vive in una cittadina della Costa Azzurra. Il passato turbolento di Jonas lo perseguita, mentre ripensa alla sua relazione adolescenziale con Nathan. La vicenda si svolge nel 2015 e Jonas rivive dei flashback incentrati sulla sua storia con Nathan e sulla sua complessa psicologia, figlia delle vicende e della sofferenza che ha provato in passato.
Nel 2015 Jonas è un giovane di 35 anni, che lavora come infermiere in un ospedale. Nonostante sia fidanzato con Samuel, Jonas non riesce a concentrarsi sulla sua storia d'amore con lui. Frequenta da solo una discoteca gay e spesso tradisce il compagno organizzando incontri di sesso occasionale con altri ragazzi incontrati su Grindr. Per questo ennesimo tradimento Samuel lo scarica e lo caccia dalla casa dove vivono.
La sua tormentata storia d'amore stride con l'esempio di una coppia di anziani coniugi che segue in ospedale, ai quali è molto affezionato. Purtroppo durante una terapia il marito della coppia muore e Jonas vede forse cedere anche questo baluardo d'amore in cui aveva per un attimo trovato conforto psicologico. Jonas, senza una casa, prova a tornare dai genitori, che però nel frattempo sono partiti per una vacanza. Trovando la casa chiusa, non gli resta che cercarsi un posto dove passare qualche notte.
Il flashback. Nel 1997, in prima superiore, Jonas - bel ragazzo, ma introverso e riflessivo - incontra Nathan, ripetente, che più o meno casualmente decide di sedersi di fianco a lui e di essere suo compagno di banco. Jonas è di famiglia piuttosto conservatrice, figlio unico di genitori che si preoccupano molto di lui. Nathan, più grande di un anno, è più maturo e spigliato. Nathan sembra essere più consapevole della propria omosessualità e si accorge ben presto che Jonas è - forse ancora poco coscientemente - gay. Tra i due nasce una bella amicizia e - ben presto - Jonas confessa di essere attratto da Nathan. L'amicizia vira in amore, una relazione semisegreta e oggetto del bullismo dei compagni di classe, che Nathan  col suo carattere decisamente spigliato  riesce però a tenere a bada.
Nathan è un abile giocatore di "Game Boy", un gioco elettronico particolarmente in voga nel periodo. Il gioco piace molto a Jonas, tanto che Nathan regala il suo Game Boy al suo ragazzo. Il Game Boy rimane il loro simbolo di unione, un pegno d'amore e un trait d'union tra la fanciullezza e le promesse di un grande amore adolescenziale. Jonas - ancora nel 2015 - porta sempre con sé il suo Game Boy, che ritiene essere forse l'unico ricordo tangibile nel presente del suo unico, primo e grande amore.
Per l'estate i due amici e amanti si organizzano per passare qualche giorno di vacanza insieme nella casa della mamma di Nathan che, incinta, li accoglie. I due ragazzi una sera escono per andare al cinema. Nathan riceve un messaggio in segreteria telefonica della mamma, che lo avverte che è in ospedale perché sta per partorire, e che quindi non deve tornare a casa ma deve raggiungerla quando possibile in clinica, dove sarebbe nato il fratellino (Leonard). I due ragazzi, avendo tempo prima di andare in clinica, provano a entrare in un club gay (lo stesso che frequenterà ancora Jonas nel 2015), ma non vengono fatti entrare in quanto minorenni. Un avventore fuori dal locale li convince allora ad andare con lui in auto in un altro locale, dove "l'avventore" sostiene di avere amici e di poter far entrare i due ragazzi.
Di nuovo 2015: nella sua giornata nera Jonas si reca al mare, e nota un ragazzo molto più giovane (Jonas sa che questo ragazzo è il diciottenne fratellino di Nathan - Leonard - ma questo particolare si scoprirà solo più tardi) al mare con la propria fidanzata. Jonas riesce a scoprire che Leonard lavora in un albergo lì vicino come receptionist. Non sapendo dove passare la notte Jonas prende una stanza nell'albergo dove Leonard lavora. Jonas fuma una sigaretta all'interno della stanza d'albergo e scatta l'allarme antincendio. Accorre il receptionist per accertarsi che sia solo un falso allarme. Jonas ha quindi la scusa per parlare con Leonard. Questi, che lo vede scosso e depresso, lo invita, a fine turno, a bere qualcosa con i suoi amici. Jonas si ubriaca, e si risveglia il giorno dopo a casa di Leonard, nella stanza che era stata di Nathan e dove Nathan e Jonas si erano scambiati i primi - e ultimi - baci in quell'estate del 1997.
Arriva a un certo punto la madre di Leonard (e di Nathan), che riconosce Jonas. I due iniziano - dopo diciotto anni che non si vedono - a parlare di Nathan, il grande amore di entrambi, per Jonas primo amore e per la mamma figlio. Qui si ha la completa visione della complessità psicologica e del dramma personale che ha segnato così tanto Jonas, causandogli fragilità psicologica e insicurezza, oltre a un rapporto complesso con l'amore.
Da questa conversazione con la mamma di Nathan si scopre che, la sera della nascita di Leonard, era stata la sera della presunta morte di Nathan. Jonas racconta la verità su quella sera: lo sconosciuto che aveva promesso un passaggio da un locale a un altro, aveva in realtà intenzione, probabilmente, di abusare dei due giovani. I due sul tragitto si accorgono della trappola. Nathan si ribella e, essendo seduto sul sedile destro della vettura, riceve un pugno da parte del guidatore. Jonas, spaventato, dal sedile posteriore tira il freno a mano dell'auto e riesce a scendere in qualche modo, vedendo il malintenzionato ripartire di foga in auto e portare via Nathan - privo di sensi e con gli occhi sbarrati sul sedile destro dell'auto -, verso l'ignoto. Natan non verrà mai più ritrovato, ma sia la mamma sia Jonas condividono la speranza che il loro grande amore sia ancora vivo.
Leonard ascolta la storia e, scosso, decide di portare a casa - probabilmente dai genitori - Jonas. I due sulla strada parlano parecchio, e Jonas chiede a Leonard di fermarsi, sul tragitto, al luna park permanente della città. Proprio in questo luogo diciott'anni prima Nathan aveva promesso che avrebbe portato Jonas per una serata. Nathan non aveva però fatto in tempo a mantenere la promessa fatta al suo ragazzo. Jonas finalmente riesce a vedere mantenuta la promessa di Nathan di portarlo a visitare il luna park, sebbene diciotto anni dopo, e sebbene esaudita non da lui, ma dal suo fratellino Leonard.

## Distribuzione
Allo stesso tempo thriller e dramma di cronaca sociale, è stato trasmesso per la prima volta il 23 novembre 2018 in Francia e Germania sul canale televisivo arte. La sua prima ha avuto luogo il 23 settembre 2018 al Festival della TV di La Rochelle, dove ha vinto tre premi: miglior film TV, miglior regista e migliori musiche. In Italia il film è stato distribuito da Netflix il 6 marzo 2020.

## Premi
- Festival della TV di La Rochelle 2018:

miglior film TV
miglior regista: Christophe Charrier
migliori musiche